# Lycianthes yunnanensis
Lycianthes yunnanensis là loài thực vật có hoa trong họ Cà. Loài này được (Bitter) C.Y. Wu & S.C. Huang mô tả khoa học đầu tiên năm 1978.